# Mitteldeutsche Fußballmeisterschaft 1915/16

FC Eintracht Leipzig – Mitteldeutscher Fußballmeister 1916

Die mitteldeutsche Fußballmeisterschaft 1915/16 des Verbandes Mitteldeutscher Ballspiel-Vereine war die 15. Spielzeit der mitteldeutschen Fußballmeisterschaft. Trotz des Ersten Weltkrieges fand in dieser Spielzeit, anders als im Vorjahr, ein regelmäßiger Spielbetrieb in den meisten Gauen statt. Durch einen 4:0-Erfolg über Borussia Halle wurde der FC Eintracht Leipzig zum ersten und einzigen Mal mitteldeutscher Fußballmeister. Die deutsche Fußballmeisterschaft fand jedoch kriegsbedingt nicht statt.

## Modus
Die Vereine waren in der Saison 1915/16 in 23 Bezirke (Gaue) unterteilt, deren Sieger zusammen mit dem Titelverteidiger die mitteldeutsche Fußballmeisterschaft ausspielten. In einigen Gauen ruhte jedoch kriegsbedingt der Spielbetrieb. Aus den Gauen Harz, Mittelsachsen und Vogtland nahm aus verschiedenen Gründen trotz Spielbetrieb kein Vertreter an der mitteldeutschen Fußballendrunde teil.
| Gau                 | Gaumeister                  |
| ------------------- | --------------------------- |
| Altmark             | kein Spielbetrieb           |
| Anhalt              | kein Spielbetrieb           |
| Elbe/Elster         | kein Spielbetrieb           |
| Erzgebirge          | nicht beendet               |
| Glötzschtal         | kein Spielbetrieb           |
| Grafschaft Mansfeld | FC Hohenzollern Helfta      |
| Harz                | FC Germania Halberstadt     |
| Kyffhäuser          | kein Spielbetrieb           |
| Mittelelbe          | SV Viktoria Magdeburg       |
| Mittelsachsen       | FC Wettin Riesa             |
| Nordthüringen       | SpVgg Erfurt                |
| Nordwestsachsen     | FC Eintracht Leipzig        |
| Oberlausitz         | kein Spielbetrieb           |
| Ostsachsen          | Dresdner FC Fußballring a   |
| Ostthüringen        | SC 1903 Weimar              |
| Saale               | Borussia Halle              |
| Saale-Elster        | Naumburger SV Hohenzollern  |
| Südthüringen        | kein Spielbetrieb           |
| Südwestsachsen      | Mittweidaer FC 1899         |
| Vogtland            | FV Concordia Plauen         |
| Wartburg            | SV Wacker 07 Gotha          |
| Westsachsen         | VfB 1907 Glauchau           |
| Westthüringen       | kein Spielbetrieb           |
| Titelverteidiger    | SpVgg 1899 Leipzig-Lindenau |

## Gau Altmark
Im Gau Altmark fanden in dieser Saison keine Verbandsspiele statt.

## Gau Anhalt
Im Gau Anhalt fanden in dieser Saison keine Verbandsspiele statt.

## Gau Elbe-Elster
Im Gau Elbe-Elster fanden in dieser Saison keine Verbandsspiele statt.

## Gau Erzgebirge
Anfang Oktober 1915 fand eine Kriegsmeisterschaft statt, als Sieger des Westkreises ist der FC Alemannia Aue überliefert. Es folgte 1916 die Austragung der 1. Klasse mit den Vereinen FC Sachsen Schneeberg, FC Alemannia Aue, Concordia Schneeberg und FC 1910 Lößnitz, die jedoch nicht zu Ende gespielt wurde.

## Gau Göltzschtal
Im Gau Göltzschtal fanden in dieser Saison keine Verbandsspiele statt.

## Gau Grafschaft Mansfeld
Die Spiele Adler Eisleben gegen VfB Eisleben und VfB Eisleben gegen Adler Eisleben wurde als Niederlage für beide Mannschaften gewertet.
| Pl. | Verein                 | Sp. | S | U | N | Tore    | Quote | Punkte |
| --- | ---------------------- | --- | - | - | - | ------- | ----- | ------ |
| 1.  | FC Hohenzollern Helfta | 6   | 3 | 3 | 0 | 016:800 | 2,00  | 09:30  |
| 2.  | FC Helvetia Eisleben   | 6   | 3 | 2 | 1 | 013:900 | 1,44  | 08:40  |
| 3.  | FC Adler Eisleben      | 6   | 1 | 0 | 5 | 005:160 | 0,31  | 02:10  |
| 4.  | VfB Eisleben           | 6   | 0 | 1 | 5 | 008:900 | 0,89  | 01:11  |

## Gau Harz
Im Gau Harz fand zwar ein Spielbetrieb statt, aus unbekannten Gründen nahm der Gaumeister aber nicht an der Endrunde um die mitteldeutsche Fußballmeisterschaft teil.
| Pl. | Verein                   | Sp. | Punkte |
| --- | ------------------------ | --- | ------ |
| 1.  | FC Germania Halberstadt  | 10  | 14:60  |
| 2.  | FC Teutonia Aschersleben | 10  | 12:80  |
| 3.  | FC Askania Aschersleben  | 10  | 12:80  |
| 4.  | FC Viktoria 1911 Thale   | 10  | 11:90  |
| 5.  | Thaler FC 1904           | 10  | 09:11  |
| 6.  | FC Viktoria Wernigerode  | 10  | 01:19  |

## Gau Kyffhäuser
Im Gau Kyffhäuser fanden in dieser Saison keine Verbandsspiele statt.

## Gau Mittelelbe
Die Spiele der Saison 1915/16 wurden zunächst als so genannte Kriegspokalspiele ausgetragen. Erst im Nachhinein wurden die Spiele als offizielle Kriegsmeisterschaft des Gaues Mittelelbe anerkannt.
| Pl. | Verein                               | Sp. | S  | U | N  | Tore    | Quote | Punkte |
| --- | ------------------------------------ | --- | -- | - | -- | ------- | ----- | ------ |
| 1.  | SV Viktoria Magdeburg                | 14  | 12 | 1 | 1  | 059:140 | 4,21  | 25:30  |
| 2.  | FuCC Cricket-Viktoria 1897 Magdeburg | 14  | 7  | 3 | 4  | 029:190 | 1,53  | 17:11  |
| 3.  | Magdeburger SC                       | 14  | 6  | 5 | 3  | 027:190 | 1,42  | 17:11  |
| 4.  | SpVgg Magdeburg                      | 13  | 8  | 0 | 5  | 033:190 | 1,74  | 16:10  |
| 5.  | Magdeburger SC Preussen              | 14  | 6  | 2 | 6  | 027:370 | 0,73  | 14:14  |
| 6.  | FC Eintracht Magdeburg               | 14  | 4  | 1 | 9  | 012:480 | 0,25  | 09:19  |
| 7.  | MFC Komet 1908 Magdeburg             | 13  | 2  | 3 | 8  | 009:230 | 0,39  | 07:19  |
| 8.  | FC Weitstoß Magdeburg                | 14  | 2  | 1 | 11 | 019:360 | 0,53  | 05:23  |
| 9.  | FC Weitstoß Schönebeck b             | 0   | 0  | 0 | 0  | 000:000 | 1,00  | 0:0    |

## Gau Mittelsachsen
In Mittelsachsen wurde im Herbst 1915 eine Einfachrunde gespielt, die der FC Wettin Riesa gewann. Im Frühjahr 1916 war eine Frühjahrsrunde geplant, aus der keine Ergebnisse überliefert sind. Es nahm kein Vertreter aus Mittelsachsen an der diesjährigen mitteldeutschen Fußballendrunde teil.
| Pl. | Verein               | Sp. | S | U | N | Tore    | Quote | Punkte |
| --- | -------------------- | --- | - | - | - | ------- | ----- | ------ |
| 1.  | FC Wettin Riesa      | 3   | 2 | 1 | 0 | 010:700 | 1,43  | 05:10  |
| 2.  | Riesaer SV           | 3   | 2 | 0 | 1 | 009:700 | 1,29  | 04:20  |
| 3.  | FC Rasensport Döbeln | 3   | 0 | 2 | 1 | 007:700 | 1,00  | 02:40  |
| 4.  | FA des RSV Waldheim  | 3   | 0 | 1 | 2 | 004:900 | 0,44  | 01:50  |

## Gau Nordthüringen
Die Kriegsmeisterschaft des Gaues Nordthüringen wurde in zwei Gruppen ausgetragen, die Gruppensieger trafen in einem Endspiel aufeinander. Die Meisterschaft war gleichzeitig die Austragung um den Eisernern Pokal, hier trafen im Finale die beiden bestplatzierten Erfurter Vereine aufeinander. Um den Gaumeister rechtzeitig nominieren zu können, wurde die SpVgg Erfurt nach einem 2:1-Gruppensieg über den SC Erfurt am 7. Mai 1905 vom Gau-Vorstand bereits vorzeitig zum Meister erklärt.

### Nordbezirk
| Pl. | Verein                            | Sp. | S  | U | N  | Tore    | Quote | Punkte |
| --- | --------------------------------- | --- | -- | - | -- | ------- | ----- | ------ |
| 1.  | SpVgg Erfurt                      | 12  | 11 | 0 | 1  | 047:140 | 3,36  | 22:20  |
| 2.  | SC Erfurt                         | 12  | 10 | 1 | 1  | 039:800 | 4,88  | 21:30  |
| 3.  | FC Borussia Erfurt                | 12  | 6  | 2 | 4  | 032:200 | 1,60  | 14:10  |
| 4.  | VfB Erfurt                        | 12  | 6  | 1 | 5  | 045:280 | 1,61  | 13:11  |
| 5.  | FC Saxonia Erfurt                 | 12  | 3  | 0 | 9  | 019:230 | 0,83  | 06:18  |
| 6.  | Sp.Abt. des MTV 1897 Erfurt       | 12  | 2  | 0 | 10 | 006:500 | 0,12  | 04:20  |
| 7.  | Sp.Abt. der Erfurter Turnerschaft | 12  | 2  | 0 | 10 | 005:500 | 0,10  | 04:20  |

### Südbezirk
Sowohl der FV Germania Ilmenau, als auch der Oehrenstocker SC zogen sich Ende April 1916 von den Verbandsspielen zurück, somit verblieb der SV Hohenzollern Ilmenau als einziger Vertreter. Zur kommenden Spielzeit wurde der Südbezirk zur 2. Klasse abgestuft.

### Finale Nordthüringen
| Datum         |                                  | Ergebnis  |                                            | Platz                  |
| ------------- | -------------------------------- | --------- | ------------------------------------------ | ---------------------- |
| 25. Juni 1916 | SpVgg Erfurt (Sieger Nordbezirk) | 5:0 (2:0) | SV Hohenzollern Ilmenau (Sieger Südbezirk) | Borussia-Platz, Erfurt |

### Endspiel um den Eisernen Pokal
| Datum        |                                                   | Ergebnis |                                                    |
| ------------ | ------------------------------------------------- | -------- | -------------------------------------------------- |
| 2. Juli 1916 | SpVgg Erfurt (Bestplatzierte Erfurter Mannschaft) | 4:1      | SC Erfurt (Zweitbestplatzierte Mannschaft Erfurts) |

## Gau Nordwestsachsen
| Pl. | Verein                      | Sp. | S  | U | N  | Tore    | Quote | Punkte |
| --- | --------------------------- | --- | -- | - | -- | ------- | ----- | ------ |
| 1.  | FC Eintracht Leipzig        | 14  | 13 | 0 | 1  | 038:900 | 4,22  | 26:20  |
| 2.  | FC Fortuna Leipzig          | 14  | 9  | 3 | 2  | 028:120 | 2,33  | 21:70  |
| 3.  | VfB Leipzig                 | 14  | 8  | 2 | 4  | 033:200 | 1,65  | 18:10  |
| 4.  | SpVgg 1899 Leipzig-Lindenau | 14  | 8  | 0 | 6  | 044:320 | 1,38  | 16:12  |
| 5.  | Wacker Leipzig              | 14  | 5  | 0 | 9  | 029:360 | 0,81  | 10:18  |
| 6.  | FC Sportfreunde Leipzig (M) | 14  | 4  | 1 | 9  | 025:400 | 0,63  | 09:19  |
| 7.  | BV Olympia Leipzig          | 14  | 3  | 2 | 9  | 013:330 | 0,39  | 08:20  |
| 8.  | Leipziger BC 1893           | 14  | 2  | 0 | 12 | 013:410 | 0,32  | 04:24  |

| (M) | Titelverteidiger Nordwestsachsen |

## Gau Oberlausitz
Im Gau Oberlausitz fanden in dieser Saison keine Verbandsspiele statt.

## Gau Ostsachsen
Da zu Beginn der mitteldeutschen Fußballendrunde der Gau Ostsachsen seinen Meister noch nicht ermittelt hatte, wurde auf einer Gau-Ausschuss-Sitzung der Vorschlag gebracht, sich in diesem Jahr nicht an der Endrunde zu beteiligen. Dieser Vorschlag wurde abgelehnt. Schlussendlich wurde per Los der Teilnehmer an der Endrunde bestimmt.
| Pl. | Verein                   | Sp. | S  | U | N  | Tore    | Quote | Punkte |
| --- | ------------------------ | --- | -- | - | -- | ------- | ----- | ------ |
| 1.  | SV Dresdner Fußballring  | 18  | 15 | 1 | 2  | 078:200 | 3,90  | 31:50  |
| 2.  | Dresdner SC              | 18  | 14 | 0 | 4  | 065:220 | 2,95  | 28:80  |
| 3.  | Guts Muts Dresden        | 18  | 12 | 2 | 4  | 064:200 | 3,20  | 26:10  |
| 4.  | FC Brandenburg Dresden   | 18  | 10 | 2 | 6  | 057:510 | 1,12  | 22:14  |
| 5.  | VfR Habsburg Dresden     | 18  | 9  | 2 | 7  | 045:540 | 0,83  | 20:16  |
| 6.  | SpVgg 1905 Dresden       | 18  | 7  | 1 | 10 | 033:450 | 0,73  | 15:21  |
| 7.  | FV Sachsen Dresden       | 18  | 7  | 0 | 11 | 043:680 | 0,63  | 14:22  |
| 8.  | BC Sportlust Dresden (M) | 18  | 5  | 2 | 11 | 041:640 | 0,64  | 12:24  |
| 9.  | VfB 1903 Dresden         | 18  | 4  | 1 | 13 | 033:600 | 0,55  | 09:27  |
| 10. | Dresdner FC 1893         | 18  | 1  | 1 | 16 | 029:840 | 0,35  | 03:33  |
| 11. | Dresdensia Dresden c (N) | 0   | 0  | 0 | 0  | 000:000 | 1,00  | 0:0    |

| (M) | Titelverteidiger Ostsachsen |
| (N) | Aufsteiger                  |

## Gau Ostthüringen
Die 1. Klasse Ostthüringens war in dieser Spielzeit in vier Bezirke unterteilt, die vier Bezirkssieger trafen in einer K.-o.-Runde aufeinander, um den Gaumeister und Teilnehmer an der mitteldeutschen Fußballendrunde zu ermitteln.
Halbfinale
| Datum             |                                        | Ergebnis      |                                        | Ort      |
| ----------------- | -------------------------------------- | ------------- | -------------------------------------- | -------- |
| 19. Dezember 1915 | FC Carl Zeiss Jena (Sieger Bezirk 2)   | d 1:1 n. V. d | FV Saalfeld von 1906 (Sieger Bezirk 4) | Jena     |
| 16. Januar 1916   | FV Saalfeld von 1906 (Sieger Bezirk 4) | e 2:0 e       | FC Carl Zeiss Jena (Sieger Bezirk 2)   | Saalfeld |
| 6. Februar 1916   | FV Saalfeld von 1906 (Sieger Bezirk 4) | 5:4 n. V.     | FC Carl Zeiss Jena (Sieger Bezirk 2)   | Saalfeld |
| 6. Februar 1916   | SC 1903 Weimar (Sieger Bezirk 1)       | 8:0           | SC 1904 Gera (Sieger Bezirk 3)         | Jena     |

- SC Weimar : SC Gera 8:0 - Quelle : Jenaische Zeitung vom 8. Februar 1916

Finale
| Datum            |                | Ergebnis |                      | Ort  |
| ---------------- | -------------- | -------- | -------------------- | ---- |
| 13. Februar 1916 | SC 1903 Weimar | 2:1      | FV Saalfeld von 1906 | Jena |

## Gau Saale
| Pl. | Verein                 | Sp. | S  | U | N  | Tore    | Quote | Punkte |
| --- | ---------------------- | --- | -- | - | -- | ------- | ----- | ------ |
| 1.  | Borussia Halle         | 14  | 12 | 0 | 2  | 077:220 | 3,50  | 24:40  |
| 2.  | FC Wacker Halle        | 14  | 12 | 0 | 2  | 062:230 | 2,70  | 24:40  |
| 3.  | Sportfreunde Halle (M) | 14  | 7  | 3 | 4  | 068:310 | 2,19  | 17:11  |
| 4.  | Hallescher FC 1896     | 14  | 6  | 1 | 7  | 039:250 | 1,56  | 13:15  |
| 5.  | FC Hohenzollern Halle  | 14  | 4  | 3 | 7  | 028:440 | 0,64  | 11:17  |
| 6.  | FV Favorit Diemitz f   | 14  | 4  | 0 | 10 | 021:480 | 0,44  | 08:20  |
| 7.  | FK Minerva Halle       | 14  | 3  | 2 | 9  | 014:620 | 0,23  | 08:20  |
| 8.  | FC Preußen Merseburg   | 14  | 3  | 1 | 10 | 022:760 | 0,29  | 07:21  |

| (M) | Titelverteidiger Saale |

Entscheidungsspiel Platz 1
| Datum          |                | Ergebnis  |                 | Ort                       |
| -------------- | -------------- | --------- | --------------- | ------------------------- |
| 16. April 1916 | Borussia Halle | 1:0 (0:0) | FC Wacker Halle | Sportfreunde-Platz, Halle |

## Gau Saale-Elster
| Pl. | Verein                     | Sp. | S | U | N | Tore    | Quote | Punkte |
| --- | -------------------------- | --- | - | - | - | ------- | ----- | ------ |
| 1.  | Naumburger SV Hohenzollern | 6   | 5 | 0 | 1 | 024:900 | 2,67  | 10:20  |
| 2.  | FC Preußen Weißenfels      | 6   | 2 | 1 | 3 | 011:130 | 0,85  | 05:70  |
| 3.  | SpVgg Zeitz 1910           | 6   | 2 | 1 | 3 | 012:230 | 0,52  | 05:70  |
| 4.  | Zeitzer BC 03              | 6   | 2 | 0 | 4 | 018:200 | 0,90  | 04:80  |

## Gau Südthüringen
Im Gau Südthüringen fanden in dieser Saison keine Verbandsspiele statt.

## Gau Südwestsachsen

### Staffel A
| Pl. | Verein                       | Sp. | S | U | N | Tore    | Quote | Punkte |
| --- | ---------------------------- | --- | - | - | - | ------- | ----- | ------ |
| 1.  | Mittweidaer FC 1899          | 6   | 4 | 1 | 1 | 019:300 | 6,33  | 09:30  |
| 2.  | FC Hohenzollern Chemnitz (M) | 6   | 4 | 1 | 1 | 017:120 | 1,42  | 09:30  |
| 3.  | Chemnitzer BC                | 6   | 1 | 1 | 4 | 015:140 | 1,07  | 03:90  |
| 4.  | VfR 1908 Chemnitz (N)        | 6   | 1 | 1 | 4 | 016:380 | 0,42  | 03:90  |
| 5.  | SC Merkur Frankenberg g (N)  | 0   | 0 | 0 | 0 | 000:000 | 1,00  | 0:0    |

| (N) | Aufsteiger |

Entscheidungsspiel Platz 1
| Datum            |                          | Ergebnis |                     | Ort      |
| ---------------- | ------------------------ | -------- | ------------------- | -------- |
| 20. Februar 1916 | FC Hohenzollern Chemnitz | h 4:1 h  | Mittweidaer FC 1899 | Chemnitz |

### Staffel B
| Pl. | Verein                        | Sp. | S | U | N | Tore    | Quote | Punkte |
| --- | ----------------------------- | --- | - | - | - | ------- | ----- | ------ |
| 1.  | SV Teutonia 1901 Chemnitz (N) | 8   | 6 | 0 | 2 | 029:500 | 5,80  | 12:40  |
| 2.  | FC Hellas Chemnitz (N)        | 8   | 5 | 0 | 3 | 016:260 | 0,62  | 10:60  |
| 3.  | SV Sturm Chemnitz             | 8   | 5 | 0 | 3 | 013:160 | 0,81  | 10:60  |
| 4.  | Einsiedeler SC (N)            | 8   | 4 | 0 | 4 | 018:180 | 1,00  | 08:80  |
| 5.  | Mittweidaer BC (N)            | 8   | 0 | 0 | 8 | 003:140 | 0,21  | 0:16   |

| (N) | Aufsteiger |

### Finale Südwestsachsen
| Datum            |                                         | Ergebnis  |                                                            | Ort                 |
| ---------------- | --------------------------------------- | --------- | ---------------------------------------------------------- | ------------------- |
| 27. Februar 1916 | SV Teutonia Chemnitz (Sieger Staffel B) | i 5:2 i   | FC Hohenzollern Chemnitz (ursprünglicher Sieger Staffel A) | Borna               |
| 26. März 1916    | Mittweidaer FC 1899 (Sieger Staffel A)  | 1:0 (1:0) | SV Teutonia Chemnitz (Sieger Staffel B)                    | BC-Platz, Mittweida |

## Gau Vogtland
Die Kriegsmeisterschaft im Gau Vogtland wurde erst im Sommer 1916 ausgespielt, daher konnte kein Vertreter aus diesem Gau an der bereits absolvierten mitteldeutschen Fußballendrunde teilnehmen.
| Pl. | Verein                      | Sp. | S | U | N | Tore    | Quote | Punkte |
| --- | --------------------------- | --- | - | - | - | ------- | ----- | ------ |
| 1.  | FV Konkordia Plauen         | 8   | 7 | 0 | 1 | 045:150 | 3,00  | 14:20  |
| 2.  | FC Sachsen Plauen (N)       | 7   | 5 | 0 | 2 | 027:200 | 1,35  | 10:40  |
| 3.  | 1. Vogtländischer FC Plauen | 8   | 4 | 0 | 4 | 020:280 | 0,71  | 08:80  |
| 4.  | FV Wettin Plauen            | 7   | 3 | 0 | 4 | 015:250 | 0,60  | 06:80  |
| 5.  | ATV Plauen                  | 8   | 0 | 0 | 8 | 004:230 | 0,17  | 0:16   |

| (N) | Aufsteiger |

## Gau Wartburg
Die Spiele SpVgg Eisenach gegen SpVgg im TV 1860 Gotha und SpVgg Eisenach gegen Germania Mühlhausen wurden als Niederlage für beide Teams gewertet.
| Pl. | Verein                      | Sp. | S  | U | N  | Tore    | Quote | Punkte |
| --- | --------------------------- | --- | -- | - | -- | ------- | ----- | ------ |
| 1.  | SV Wacker 07 Gotha          | 12  | 10 | 2 | 0  | 058:180 | 3,22  | 22:20  |
| 2.  | FC Wacker 08 Ruhla          | 12  | 7  | 0 | 5  | 028:470 | 0,60  | 14:10  |
| 3.  | FC Germania 1899 Mühlhausen | 12  | 6  | 1 | 5  | 026:800 | 3,25  | 13:11  |
| 4.  | SpVgg im TV 1860 Gotha      | 12  | 5  | 0 | 7  | 024:260 | 0,92  | 10:14  |
| 5.  | BC 1913 Ruhla               | 11  | 4  | 1 | 6  | 019:250 | 0,76  | 09:13  |
| 6.  | SpVgg Eisenach              | 11  | 3  | 2 | 6  | 020:370 | 0,54  | 08:14  |
| 7.  | SV 01 Gotha                 | 12  | 1  | 0 | 11 | 015:290 | 0,52  | 02:22  |
| 8.  | FC Preußen Langensalza j    | 0   | 0  | 0 | 0  | 000:000 | 1,00  | 0:0    |

## Gau Westsachsen
Das Spiel Planitzer SC gegen VfB Glauchau wurde als Niederlage für beide Vereine gewertet.
| Pl. | Verein                  | Sp. | S  | U | N  | Tore    | Quote | Punkte |
| --- | ----------------------- | --- | -- | - | -- | ------- | ----- | ------ |
| 1.  | VfB Glauchau (M)        | 14  | 10 | 0 | 4  | 044:180 | 2,44  | 20:80  |
| 2.  | FC 02 Schedewitz        | 14  | 9  | 2 | 3  | 027:140 | 1,93  | 20:80  |
| 3.  | FC Olympia Zwickau      | 14  | 8  | 2 | 4  | 027:240 | 1,13  | 18:10  |
| 4.  | Zwickauer SC            | 14  | 6  | 3 | 5  | 029:230 | 1,26  | 15:13  |
| 5.  | FC Sachsen 1906 Meerane | 14  | 6  | 3 | 5  | 025:210 | 1,19  | 15:13  |
| 6.  | SpVgg Meerane 1907      | 14  | 5  | 1 | 8  | 023:340 | 0,68  | 11:17  |
| 7.  | Crimmitschauer BC       | 14  | 4  | 1 | 9  | 010:210 | 0,48  | 09:19  |
| 8.  | Planitzer SC (N)        | 14  | 1  | 0 | 13 | 003:330 | 0,09  | 02:26  |

| (M) | Titelverteidiger Westsachsen |
| (N) | Aufsteiger                   |

## Gau Westthüringen
Im Gau Westthüringen fanden in dieser Saison keine Verbandsspiele statt.

## Meisterschaftsendrunde
Die Meisterschaftsendrunde fand im K.-o.-System statt. Qualifiziert waren die Meister der einzelnen Gaue und der Titelverteidiger SpVgg 1899 Leipzig-Lindenau. Da die Meisterschaft im Gau Ostsachsen noch nicht entschieden war, wurde der Teilnehmer per Losentscheid ermittelt und war fürs Halbfinale gesetzt.

### Qualifikation
| Datum                                       |                                                      | Ergebnis |                                                         | Ort             |
| ------------------------------------------- | ---------------------------------------------------- | -------- | ------------------------------------------------------- | --------------- |
| 7. Mai 1916                                 | Naumburger SV Hohenzollern (Sieger Gau Saale-Elster) | 2:8      | SC Weimar (Sieger Gau Ostthüringen)                     | Jena            |
| 7. Mai 1916                                 | Mittweidaer FC 1899 (Sieger Gau Südwestsachsen)      | 5:2      | VfB Glauchau (Sieger Gau Westsachsen)                   | Chemnitz        |
| 7. Mai 1916                                 | Borussia Halle (Sieger Gau Saale)                    | 8:0      | FC Hohenzollern Helfta (Sieger Gau Grafschaft Mansfeld) | 96-Platz, Halle |
| Die weiteren Teilnehmer erhielten Freilose. |                                                      |          |                                                         |                 |

### 1. Zwischenrunde
| Datum                            |                                               | Ergebnis  |                                                   | Ort                               |
| -------------------------------- | --------------------------------------------- | --------- | ------------------------------------------------- | --------------------------------- |
| 14. Mai 1916                     | SV Viktoria Magdeburg (Sieger Gau Mittelelbe) | 0:1 n. V. | Borussia Halle (Sieger Gau Saale)                 | Cricket-Viktoria-Platz, Magdeburg |
| 14. Mai 1916                     | SC 1903 Weimar (Sieger Gau Ostthüringen)      | 0:1       | FC Eintracht Leipzig (Sieger Gau Nordwestsachsen) | Jena                              |
| 14. Mai 1916                     | FC Wacker Gotha (Sieger Gau Wartburg)         | 3:0       | SpVgg Erfurt (Sieger Gau Nordthüringen)           | 01-Platz, Gotha                   |
| 14. Mai 1916                     | SpVgg Leipzig-Lindenau (Titelverteidiger)     | 0:1       | Mittweidaer FC 1899 (Sieger Gau Südwestsachsen)   | Eintracht-Platz, Leipzig          |
| Dresdner SC erhielt ein Freilos. |                                               |           |                                                   |                                   |

### 2. Zwischenrunde
| Datum                            |                      | Ergebnis |                     | Ort                  |
| -------------------------------- | -------------------- | -------- | ------------------- | -------------------- |
| 21. Mai 1916                     | FC Eintracht Leipzig | 7:0      | Mittweidaer FC 1899 | SpVgg-Platz, Leipzig |
| 21. Mai 1916                     | FC Wacker Gotha      | 0:1      | Borussia Halle      | Erfurt               |
| Dresdner SC erhielt ein Freilos. |                      |          |                     |                      |

### Halbfinale
| Datum                               |                      | Ergebnis |                      | Ort                         |
| ----------------------------------- | -------------------- | -------- | -------------------- | --------------------------- |
| 28. Mai 1916                        | Dresdner SC          | 1:2 k    | FC Eintracht Leipzig | Dresden                     |
| 4. Juni 1916                        | FC Eintracht Leipzig | 6:1      | Dresdner SC          | Sportfreunde-Platz, Leipzig |
| Borussia Halle erhielt ein Freilos. |                      |          |                      |                             |

### Finale
| Paarung              | SV Borussia Halle – FC Eintracht Leipzig                                                                     |
| Ergebnis             | 0:4 (0:2) |
| Datum                | 18. Juni 1916                                                                                                |
| Stadion              | Platz des FC Hohenzollern Halle, Halle                                                                       |
| Zuschauer            | 1.500 |
| Schiedsrichter       | Helbig (Weimar)                                                                                              |
| Tore                 | 0:1 Rölke (25.) 0:2 Heidrich (43.) 0:3 Heidrich (51.) 0:4 Kuntzsche (61.)                                    |
| SV Borussia Halle    | Kloppe – Rust, Schumann – Cohn, Pfund, Birke – Korrittke, Kempiak, Schmidt, Brückner, Meißner                |
| FC Eintracht Leipzig | Weber – Fritz Bennöder, Schneider – Hofmann, Rölke, Kleinhempel – Heidrich, Lange, Kuntzsche, Brauer, Sandig |

In den Anfangsminuten kam Eintracht Leipzig zu einigen Torchanchen, die jedoch nicht genutzt wurden. Halle kam ebenfalls zu einigen Gelegenheiten, scheiterten aber am Leipziger Torwart Weber. Nach 25 Minuten erzielte Rölke durch einen Freistoß aus 17 Metern das erste Tor. In Folge ließen sowohl Heidrich, als auch Kuntzsche Chancen zum 2:0 aus. Halle hatte die Chance auf den Ausgleich, doch der Ball wurde über das leere Tor geschossen. Das zweite Tor für die Leipziger kam ebenfalls durch einen Freistoß zustande, Heidrich verwandelte den haltbaren Schuss in der 43. Minute. Nach der Pause war Halle die bessere Mannschaft, doch durch eine Flanke von rechts erhöhte Heidrich mit dem Kopf auf 3:0. Auch weitere Angriffe von Halle führten nicht zum gewünschten Torerfolg. Kuntzsche erhöhte in der 61. Minute auf 4:0. In der letzten Minute der regulären Spielzeit gab es zu dem Elfmeter für Leipzig, der jedoch von Lange über das Tor geschossen wurde.
Damit gewann der FC Eintracht Leipzig seine erste mitteldeutsche Fußballmeisterschaft.